# Giovanni Tedesco
Giovanni Tedesco (* 13. Mai 1972 in Palermo) ist ein ehemaliger italienischer Fußballer, der zuletzt bei der US Palermo spielte.
Sein Bruder Giacomo Tedesco ist ebenfalls ein professioneller Fußballspieler.

## Karriere
Giovanni Tedesco begann mit dem Fußballspielen bei Reggina Calcio. 1990 schaffte der Mittelfeldspieler den Sprung in die erste Mannschaft. Nach drei Jahren, davon zwei in der Serie C1 und einem in der Serie B, wechselte Tedesco zur AC Florenz und verhalf der Mannschaft zum Aufstieg in die Serie A, in der er am 4. September 1994 debütierte. Von 1995 bis 1997 spielte Tedesco für die US Foggia, in der Saison 1997/98 stand er bei Salernitana Sport unter Vertrag.
Im Oktober 1998 wechselte Tedesco zur AC Perugia, wurde dort Führungsspieler und war zeitweise auch Kapitän. Im Januar 2004 ging er zu CFC Genua in die Serie B und stieg mit der Mannschaft in der Saison 2004/05 auf. Aufgrund von Bestechung wurde Genua 1893 der Aufstieg jedoch verwehrt und die Mannschaft 2005/06 in die Serie C1 zwangsversetzt. Tedesco blieb dem Verein zunächst treu, wechselte im Januar 2006 jedoch in seine Geburtsstadt zur US Palermo.
Am 8. Januar 2006 absolviert Tedesco dort sein insgesamt 500. Pflichtspiel als Profi. Im Juli 2010 beendete er seine aktive Laufbahn und übernahm – nach zwei Trainerstationen auf Malta – für einige Wochen das Amt des Teammanagers bei der US Palermo.